# Jahlil Okafor
Jahlil Obika Okafor (Chicago, 15 dicembre 1995) è un cestista statunitense con cittadinanza nigeriana.

## Biografia
È cugino alla lontana di Emeka Okafor, anch'egli cestista.

## Carriera professionistica

### Philadelphia 76ers (2015-2017)
Il 25 giugno 2015 venne selezionato come terza scelta assoluta nel Draft NBA 2015 dai Philadelphia 76ers. Dopo aver debuttato con 20 punti nella Summer League il 6 luglio, il giorno seguente gli venne fatto firmare dai 76ers un contratto di 2 anni, con una team option per due anni ulteriori. Debuttò con la franchigia della Pennsylvania contro i Boston Celtics il 28 ottobre mettendo a referto 26 punti, 7 rimbalzi e 2 stoppate, registrando però anche 8 palle perse. Quella sera i Sixers giocarono solamente con giocatori di età inferiore ai 24 anni o con meno di tre anni di esperienza in NBA. I primi di novembre fu fermato sul Benjamin Franklin Bridge, ponte tra Philadelphia e Camden, mentre viaggiava con la sua auto a 108 mph (174 km/h), circa due volte e mezzo il limite di velocità consentito di 45 mph (72 km/h). Il 9 novembre ha registrato la sua prima doppia doppia in NBA, 20 punti e 15 rimbalzi, contro la squadra della sua città natale, i Chicago Bulls. La partita successiva fece invece registrare 4 stoppate con 21 punti e 7 rimbalzi contro i Toronto Raptors.
Dopo che i 76ers hanno iniziato la stagione con un record di 0-16, è stato coinvolto il 25 novembre a Boston in una rissa con individui che lo stavano schernendo. Il 30 novembre, dopo aver scoperto che Okafor era stato coinvolto in varie situazioni controverse e pericolose fuori dal campo, i 76ers accettano ad affidargli una guardia del corpo per accompagnarlo in pubblico. Il 1º dicembre Okafor e i 76ers batterono i Los Angeles Lakers, terminando la loro serie negativa di 0-28 (considerando la stagione precedente), la più lunga serie negativa di sempre dello sport professionistico statunitense, e la peggior partenza di sempre dell'NBA, 0-18, pareggiando quella del 2009-10 dei New Jersey Nets. Il giorno seguente, dopo l'affiorare di un video su TMZ di un'altra rissa risalente a novembre in cui Okafor era coinvolto, i 76ers decisero di sospenderlo per 2 partite. Di ritorno dalla sospensione, il 7 dicembre, mise a referto 10 punti e 4 rimbalzi uscendo dalla panchina in una pesante sconfitta, 119-68, per mano dei San Antonio Spurs. Il 16 gennaio 2016 aiuta con 25 punti e 10 rimbalzi i 76ers a battere 114-89 i Portland Trail Blazers, concludendo una serie negativa di 4 partite e portando il record di franchigia a 5-37. Il 27 gennaio vieno nominato per partecipare al Rising Stars Challenge nell'NBA All-Star Weekend 2016. In questa partita segnerà 13 punti e catturerà anche 4 rimbalzi.
In febbraio i 76ers scambiarono di posizione Okafor con Nerlens Noel, quindi Okafor venne spostato dal ruolo di centro a quello di ala grande. Il 6 febbraio segna 22 punti e fa registrare il suo record stagionale di rimbalzi, 17, in una vittoria 103-98 con i Brooklyn Nets. Tuttavia lo spostamento durò poche settimane in quanto lo stesso mese Noel venne ceduto via trade ai Dallas Mavericks. Il 21 febbraio contro i Dallas Mavericks, Okafor segnò l suo career-high di 31 punti in una sconfitta 129–103, migliorando non solo il proprio record NBA ma anche il suo career-high del college, fermo a 30.
Il 28 febbraio ha segnato 26 punti contro gli Orlando Magic, ma si procurò un infortunio allo stinco in uno scontro di gioco con il compagno di squadra Isaiah Canaan, che si pensava lo avrebbe tenuto a riposo soltanto per una partita. Dopo aver saltato la quinta partita consecutiva, il coach dei 76ers Brett Brown rese pubblico che Okafor si era sottoposto ad una TAC al ginocchio. L'11 Marzo Okafor è stato classificato come indisponibile per il resto della stagione dalla sua squadra in quanto i test strumentali rivelarono un infortunio al menisco nel suo ginocchio destro.
Okafor si è classificato al quinto posto nelle votazioni per l'NBA Rookie of the Year Award 2016 e si è guadagnato un posto nell'NBA All-Rookie First Team. Nonostante le sole 53 partite giocate, Okafor ha mantenuto medie di tutto rispetto, rivelandosi molto versatile in attacco, pur avendo carenze difensive; ha concluso la stagione da rookie con 17,5 punti, 7 rimbalzi, 1,2 stoppate e tirando col 50% dal campo.
Nella seconda settimana della stagione 2016-17, i 76ers esercitarono l'opzione per rinnovare di un terzo anno il contratto da rookie di Okafor. Okafor ha iniziato la stagione con un limite di 16 minuti di utilizzo, da giocare in segmenti ridotti nell'arco di una partita, e gli fu negata la possibilità di giocare partite in giorni consecutivi, a causa del riaggravarsi del suo problema al menisco. Il limite su presto alzato a 24 minuti. Fu dichiarato agibile per poter giocare tutto il tempo necessario il 21 novembre per la partita contro i Miami Heat. Il 14 gennaio 2017 Okafor, che non aveva giocato nelle ultime 3 partite della sua squadra, registrò il suo season-high con 26 punti nella sconfitta 109–93 contro i Washington Wizards. Successivamente è stato selezionato per la seconda volta per partecipare al Rising Stars Challenge nell'NBA All-Star Weekend 2017. Nella partita tra le matricole metterà a segno 13 punti catturando anche 2 rimbalzi. Il 25 febbraio 2017 migliorò il suo season-high, segnando 28 punti in una doppia doppia con 10 rimbalzi, in una sconfitta 110–109 contro i New York Knicks. Il 31 marzo 2017, dopo aver saltato le 4 precedenti partite, è stato dichiarato indisponibile per il resto della stagione per un problema al ginocchio destro. Ha concluso quindi in quel momento l'annata facendo registrare quasi 12 punti e 5 rimbalzi di media per partita, peggiorando le cifre dell'anno precedente anche a causa del calo dei minuti giocati che sono passati da 30 a 22,7 per partita.
Il 1º novembre 2017 ha dichiarato che sarebbe stato felice se i 76ers lo avessero scambiato o gli avessero offerto una risoluzione contrattuale, dopo che la squadra decise di non esercitare l'opzione per rinnovare per il quarto anno il contratto da rookie di Okafor, che gli avrebbe fruttato 6,3 milioni di dollari, dopo aver cercato di scambiarlo per il primo periodo della nuova stagione. A quel punto Okafor aveva diritto a diventare free-agent l'estate successiva. Inoltre la squadra decise di ricostruire intorno alle giovani stelle Joel Embiid, che avrebbe coperto lo stesso ruolo di Okafor, e Ben Simmons e ad Okafor fu quindi data possibilità di giocare solamente 2 spezzoni di partita nelle prime 5 settimane della stagione. I 76ers non furono capaci di trovare una trade che potesse soddisfarli per il giocatore, nonostante il prezzo richiesto calasse con l'avanzare della stagione, lasciando Okafor con l'infelice prospettiva di essere lasciato in panchina per il resto della stagione, siccome i 76ers non avevano intenzione di tagliarlo o di raggiungere un accordo per una risoluzione di contratto.
Si scoprì in seguito che Okafor, assieme ad altri dipendenti dei 76ers, erano stati oggetto di una campagna di disinformazione da parte della moglie del General Manager di allora, Bryan Colangelo, usando informazioni confidenziali del GM per sminuire Okafor e scusare la riluttanza della squadra a scambiarlo.

### Brooklyn Nets (2017-2018)
Il 7 dicembre 2017 venne scambiato dai 76ers, insieme a Nik Stauskas ed una seconda scelta, ai Brooklyn Nets in cambio di Trevor Booker. Nella sua partita d'esordio in maglia Nets, il 15 dicembre 2017, giorno del suo compleanno, Okafor ha segnato 10 punti e catturato 4 rimbalzi in 23 minuti in una sconfitta 120–87 contro i Toronto Raptors: la sua presenza in campo è stata significativa in quanto durante la parte di stagione in cui è stato n giocatore dei 76ers aveva giocato solamente un totale di 25 minuti. Dopo questo debutto i Nets decisero di farlo ritornare in forma prima di fargli giocare di nuovo una partita. la sua partita successiva fu quindi il 3 gennaio contro i Minnesota Timberwolves, nella quale segnò 2 punti in 11 minuti. Tre giorni dopo segnò 12 punti in 13 minuti in una sconfitta 87–85 contro i Boston Celtics. Il 27 gennaio segnò 21 punti, essendo il migliore della sua squadra in quella partita, in una sconfitta 111–97 contro i Timberwolves. Nonostante la trade sembrasse essere vantaggiosa per dare minuti a Okafor, i Nets aumentarono consistentemente i minuti del centro rookie Jarret Allen, accorciando sempre di più il suo spazio nelle rotazioni, quindi in maglia Nets giocò solamente poco più di 10 minuti in 26 partite, riuscendo a mettere a referto medie di 6,4 punti e 2,9 rimbalzi. Al termine della stagione divenne un unrestricted free agent.

### New Orleans Pelicans (2018-2020)
L'8 agosto 2018 firma un contratto biennale, di cui solo il primo anno è parzialmente garantito, con i New Orleans Pelicans. Fa il suo esordio in maglia Pelicans nella prima gara della stagione NBA 2018-19, il 17 ottobre 2018, in una vittoria 131-112 contro gli Houston Rockets, dove gioca meno di 2 minuti e non mette a referto nessuna statistica rilevante, tranne 2 palle perse. Due giorni dopo segnerà i suoi primi punti con la nuova franchigia in una vittoria 149-129 contro i Sacramento Kings, mettendo a referto 4 punti e 3 rimbalzi in poco più di 7 minuti. Il 19 dicembre ha segnato il suo season-high con 17 punti, segnati in 13 minuti, contro i Milwaukee Bucks. Il 19 gennaio 2019 i Pelicans annunciarono che Anthony Davis aveva sofferto un infortunio al dito indice che lo avrebbe tenuto a riposo per 1 o 2 settimane. Con l'infortunio del suo compagno di squadra, che occupava la sua posizione, Okafor guadagnò minuti nelle rotazioni e di conseguenza in quel periodo ritoccò progressivamente i suoi season-high: il 21 gennaio in una vittoria 105–85 sui Memphis Grizzlies registrò un doppio season-high con 20 punti e 10 rimbalzi, il 26 gennaio, in una sconfitta 126–114 contro i San Antonio Spurs, li migliorò entrambi mettendo a referto 24 punti e 15 rimbalzi, e il 29 gennaio, nella vittoria 121–116 con gli Houston Rockets migliorò di nuovo il suo season-high in punti segnandone 27 e catturò anche 12 rimbalzi. Il 23 gennaio, durante questa striscia di buone prestazioni, migliorò anche il suo career-high di stoppate, mettendone a referto 6 nella sconfitta 94-98 con i Detroit Pistons. Il 9 aprile, durante l'ultima partita stagionale dei Pelicans, Okafor segnò 30 punit, migliorando ancora il suo season-high, contro i Golden State Warriors.
Il 20 giugno 2019 i Pelicans esercitarono la loro opzione per prolungare il contratto di Okafor. Nella prima partita stagionale, contro i Toronto Raptors campioni in carica, segna 8 punti, catturando 2 rimbalzi in circa 12 minuti, nella sconfitta 122-130. Il 31 ottobre segna 26 punti nella vittoria 122-107 contro i Denver Nuggets. Il 13 gennaio 2020 segna 25 punti e raccoglie 14 rimbalzi in una vittoria 117-110 all'overtime contro i Detroit Pistons. Il 28 gennaio Okafor annuncia che avrebbe cambiato numero di maglia: per omaggiare la leggenda NBA Kobe Bryant, morto in un incidente in elicottero due giorni prima, decide di lasciare la maglia numero 8, scegliendo di vestire la maglia numero 9 per il resto della stagione Non fu l'unico giocatore della lega a prendere una decisione simile. Il 25 febbraio scende in campo poco più di 4 minuti, segnando 0 punti e raccogliendo 2 rimbalzi, nella sconfitta 109-118 con in Los Angeles Lakers: non avendo più giocato fino al 12 marzo, questa è la sua ultima partita prima che l'emergenza coronavirus sospendesse la stagione NBA.

## Statistiche

### NCAA
| Anno       | Squadra          | PG | PT | MP   | TC%  | 3P% | TL%  | RP  | AP  | PRP | SP  | PP   |
| ---------- | ---------------- | -- | -- | ---- | ---- | --- | ---- | --- | --- | --- | --- | ---- |
| 2014-2015† | Duke Blue Devils | 38 | 38 | 30,1 | 66,4 | -   | 51,0 | 8,5 | 1,3 | 0,8 | 1,4 | 17,3 |
| Carriera   | Carriera         | 38 | 38 | 30,1 | 66,4 | -   | 51,0 | 8,5 | 1,3 | 0,8 | 1,4 | 17,3 |

### NBA

#### Regular Season
| Anno      | Squadra            | PG  | PT  | MP   | TC%  | 3P%  | TL%  | RP  | AP  | PRP | SP  | PP   |
| --------- | ------------------ | --- | --- | ---- | ---- | ---- | ---- | --- | --- | --- | --- | ---- |
| 2015-2016 | Philadelphia 76ers | 53  | 48  | 30,0 | 50,8 | 16,7 | 68,6 | 7,0 | 1,2 | 0,4 | 1,2 | 17,5 |
| 2016-2017 | Philadelphia 76ers | 50  | 33  | 22,7 | 51,4 | 0,0  | 67,1 | 4,8 | 1,2 | 0,4 | 1,0 | 11,8 |
| 2017-2018 | Philadelphia 76ers | 2   | 0   | 12,5 | 44,4 | 0,0  | 50,0 | 4,5 | 0,5 | 0,0 | 1,0 | 5,0  |
| 2017-2018 | Brooklyn Nets      | 26  | 0   | 12,6 | 56,6 | 25,0 | 76,0 | 2,9 | 0,4 | 0,1 | 0,6 | 6,4  |
| 2018-2019 | N.O. Pelicans      | 59  | 24  | 15,8 | 58,6 | 20,0 | 66,3 | 4,7 | 0,7 | 0,3 | 0,7 | 8,2  |
| 2019-2020 | N.O. Pelicans      | 30  | 9   | 15,6 | 62,3 | 33,3 | 64,5 | 4,2 | 1,2 | 0,2 | 0,7 | 8,1  |
| 2020-2021 | Detroit Pistons    | 27  | 2   | 12,9 | 61,8 | 22,2 | 70,8 | 2,4 | 0,5 | 0,2 | 0,2 | 5,4  |
| 2024-2025 | Indiana Pacers     | 1   | 0   | 3,0  | 0,0  | 0,0  | 0,0  | 1,0 | 0,0 | 0,0 | 0,0 | 0,0  |
| Carriera  | Carriera           | 248 | 116 | 19,5 | 54,2 | 22,2 | 67,6 | 4,7 | 0,9 | 0,3 | 0,8 | 10,3 |

## Palmarès

### Squadra
- Campione NCAA (2015)

### Individuale
- MVP dei campionati mondiali di pallacanestro U-17 (2012)
- McDonald's All-American Game (2014)
- Pete Newell Big Man Award (2015)
- NCAA AP All-America First Team (2015)
- NBA All-Rookie First Team (2016)